# عیسی سامبا
عیسی سامبا (انگلیسی: Issa Samba؛ زادهٔ ۲۹ ژانویهٔ ۱۹۹۸) بازیکن فوتبال اهل فرانسه است.
از باشگاه‌هایی که در آن بازی کرده‌است می‌توان به اشاره کرد.
وی همچنین در تیم‌های ملی فوتبال زیر ۱۷ سال فرانسه، زیر ۱۸ سال فرانسه، و موریتانی بازی کرده‌است.